# Cumilla Cantonment
Cumilla Cantonment (bengalisch কুমিল্লা সেনানিবাস) ist eine Wohn-Kaserne (cantonment) in der Nähe von Mainamati, Kumilla in Bangladesch. Personal der Armee von Bangladesch (বাংলাদেশ সেনাবাহিনী) und Zivilisten leben dort und das Hauptquartier der 33rd Infanterie Division befindet sich auf dem Gelände mit einer Fläche von 3000 Acres (12,14 km²).

## Lage
Die Kaserne liegt westlich des Stadtzentrums von Kumilla und südlich der N 1 (N 102).

## Geschichte
Während des Zweiten Weltkrieges wurde in Kumilla durch die 14th Indian Infantry Division eine Ausbildungsstätte für den Dschungelkrieg eingerichtet. nach dem Rückzug der Alliierten 1942 aus Burma. Die Schule lehrte vor allem Techniken in sechs Anwendungsgebieten: Umgehen, Überflügeln, Hinterhalt und andere kleinere Taktiken, der Mythos des undurchdringlichen Dschungels, Gesundheit und Fitness. Die Schule wurde 1943 nach Sevoke verlegt.
1943 bis 1944 bauten militärisch versierte Bauunternehmen das so genannte Mainamati Cantonment. Dabei durchwühlten un beschädigten sie unkartierte archäologische Überreste der archäologischen Stätte Mainamati. Später wurde die Kaserne in Comilla Cantonment umbenannt.
Die Militärakademie von Bangladesch (বাংলাদেশ মিলিটারি একাডেমি) wurde am 11. Januar 1974 in Comilla Cantonment gegründet und 1976 nach Bhatiary verlegt.

## Einrichtungen

### Einheiten der Armee
- 33rd Infantry Division
- 44th Infantry Brigade
- 33rd Artillery Brigade
- 101 Infantry Brigade
- School of Military Intelligence
- Area Headquarters, Comilla Area
- Station Headquarters, Comilla
- 5 Signal Battalion
- Static Signal Company, Comilla Area
- 33 MP, Comilla Area
- Ordinance Depo
- 6 cavalry
- 2 Engineers Battalion

## Bildung
Army Medical College, Bangladesh Army International University of Science & Technology (BAIUST), Cumilla Cadet College, Ispahani Public School & College, Cantonment College, Cantonment Board Girl’s High School, Comilla Cantonment High School, Mainamati English School & College (MESC).

### Krankenhäuser
Mainamati Cantonment General Hospital, Combined Military Hospital.